# Maurus Lauter
Maurus Lauter OSB († 1662 ? in Lauffen (Oberösterreich) bei Gmunden) war Mönch und Abt in der bayerischen Benediktinerabtei Metten.

## Biographie
Maurus Lauter stammte aus Regensburg. Er war der Sohn eines Organisten an der dortigen Benediktinerabtei Sankt Emmeram. Im Jahr 1626 legte er im Kloster Metten die Profess ab. An der Benediktineruniversität Salzburg studierte er Philosophie. 1639 war er Pfarrer in der dem Kloster Metten zur Seelsorge anvertrauten Pfarrei Stephansposching.
Am 15. Februar (oder 8. März) 1645 wurde Maurus Lauter vom Konvent des Klosters Metten zum Nachfolger des verstorbenen Abtes Johannes Christoph Guetknecht gewählt. Die Benediktion empfing er am 28. Mai 1645 in der Abteikirche von Sankt Emmeram zu Regensburg.
Abt Maurus Lauter setzte in Kloster Metten die Erneuerungs- und Restaurierungsarbeiten seiner Vorgänger Johannes Nablas und Johannes Christoph Guetknecht fort. 1646 wurde in der Klosterkirche der Hochaltar in die Mitte des Chores versetzt. Dabei verlegte man das Grab des Klostergründers Utto. Das Hochgrab wurde dabei auf der Evangelienseite an die Seitenwand des Chores gerückt. Sein Bemühen um die Erneuerung der inneren Ordnung des Klosters dokumentiert eine erhaltene klösterliche Tagesordnung aus dem Jahr 1645 (Einteilung der Zeiten für die gemeinsamen Gottesdienste und Gebete, für Schriftlesungen und Studium, Fasttage etc.).
Die Amtszeit von Abt Maurus war von den letzten Jahren des Dreißigjährigen Krieges und seinen negativen Auswirkungen für den Zustand des Klosters Metten geprägt. Im Jahr 1648 musste der Abt vor den anrückenden schwedischen Truppen aus dem Kloster fliehen. Da durch den Krieg die Einnahmen stark zurückgegangen waren, wuchs in der Amtszeit von Maurus Lauter die Schuldenlast des Klosters.
Wegen nicht mehr bekannter Vergehen und Anschuldigungen musste sich Abt Maurus Lauter 1650 in Regensburg vor dem bischöflichen Ordinariat unter Kardinal Franz Wilhelm von Wartenberg verantworten. Um weitere und schwerere Strafen zu vermeiden, verzichtete er freiwillig auf sein Amt und resignierte als Abt von Metten. Er übernahm die Stellung als Pfarrer in Lauffen bei Ischl in Österreich und kehrte nicht mehr in das Kloster Metten zurück.
Das genaue Todesjahr von Maurus Lauter ist unklar. Wahrscheinlich starb er schon im Jahr 1662; seine Totenrotel datiert erst auf das Jahr 1665.